# 弗勒利歇尔-奈恩黑斯括号
在数学中，弗勒利歇尔－奈恩黑斯括号（Frölicher–Nijenhuis  bracket）是光滑流形上向量场的李括号到向量值微分形式的推广。它在研究联络，特别是埃雷斯曼联络，以及更一般的研究切丛的投影中很有用。此括号由阿尔弗雷德·弗勒利歇尔与阿尔伯特·奈恩黑斯于1956年引入，与斯豪滕1940年的工作有联系。
它与奈恩黑斯-理查德森括号和斯豪滕-奈恩黑斯括号相关但不是一回事。

## 定义
设 Ω*(M) 是光滑流形 M 上微分形式的外代数。这是一个分次代数，其次数由形式的阶数给出：
{\displaystyle \Omega ^{*}(M)=\bigoplus _{k=0}^{\infty }\Omega ^{k}(M).}
一个阶数为 ℓ 的分次导子是一个映射：
{\displaystyle D:\Omega ^{*}(M)\to \Omega ^{*+l}(M)}
它对常数是线性的且满足
{\displaystyle D(\alpha \wedge \beta )=D(\alpha )\wedge \beta +(-1)^{\ell \deg(\alpha )}\alpha \wedge D(\beta ).}
从而，特别地，关于一个向量的内乘定义了一个阶数 ℓ = -1 的分次导子，而外导数是一个阶数 ℓ = 1 的导子。
记所有阶数为 ℓ 的导子的向量空间为 DerℓΩ*(M)。这些空间的直和是一个分次向量空间其齐次分量由所有给定阶分次导数组成；记成：
{\displaystyle \mathrm {Der} \,\Omega ^{*}(M)=\bigoplus _{k=-\infty }^{\infty }\mathrm {Der} _{k}\,\Omega ^{*}(M).}
这形成一个分次李代数，其李括号为导子的反交换子，在阶数分别为 d1 和 d2 的齐次导子 D1 和 D2 上的定义为：
{\displaystyle [D_{1},D_{2}]=D_{1}\circ D_{2}-(-1)^{d_{1}d_{2}}D_{2}\circ D_{1}.}
任何取值于 M 的切丛的向量值微分形式 K ∈ Ωk(M, TM) 定义了一个阶数 k -1 的分次导子，记作 iK，称为插入算子。对 ω ∈ Ωℓ(M)，
{\displaystyle i_{K}\,\omega (X_{1},\dots ,X_{k+\ell -1})={\frac {1}{k!(\ell -1)!}}\sum _{\sigma \in {S}_{k+\ell -1}}{\textrm {sign}}\,\sigma \cdot \omega (K(X_{\sigma (1)},\dots ,X_{\sigma (k)}),X_{\sigma (k+1)},\dots ,X_{\sigma (k+\ell -1)})}
沿着 K ∈Ωk(M, TM) 的 奈恩黑斯–李导数定义为
{\displaystyle {\mathcal {L}}_{K}=[d,i_{K}]=d\,{\circ }\,i_{K}-(-1)^{k-1}i_{K}{\circ }\,d,}
这里 d 是外导数而 iK 是插入算子。
弗勒利歇尔－奈恩黑斯括号定义为满足下式的惟一向量值微分形式：
{\displaystyle [\cdot ,\cdot ]:\Omega ^{k}(M,\mathrm {T} M)\times \Omega ^{\ell }(M,\mathrm {T} M)\to \Omega ^{k+\ell }(M,\mathrm {T} M):(K,L)\mapsto [K,L]}
使得
{\displaystyle {\mathcal {L}}_{[K,L]}=[{\mathcal {L}}_{K},{\mathcal {L}}_{L}].}
如果 k = 0，故 K ∈ Ω0(M, TM) 是一个向量场，得到了李导数的通常同伦公式：
{\displaystyle {\mathcal {L}}_{K}=[d,i_{K}]=d\,{\circ }\,i_{K}+i_{K}\,{\circ }\,d.}
{\displaystyle \phi \otimes X} 与 {\displaystyle \psi \otimes Y}（这里 φ 与 ψ 是形式，X 与 Y 是向量场）的弗勒利歇尔－奈恩黑斯括号的明确表达式为
{\displaystyle \left.\right.[\phi \otimes X,\psi \otimes Y]=\phi \wedge \psi \otimes [X,Y]+\phi \wedge {\mathcal {L}}_{X}\psi \otimes Y-{\mathcal {L}}_{Y}\phi \wedge \psi \otimes X+(-1)^{\deg(\phi )}(d\phi \wedge i_{X}(\psi )\otimes Y+i_{Y}(\phi )\wedge d\psi \otimes X).}

## 形式环的导子
Ω*(M) 上任何导子，存在惟一元素 K 与 L 属于 Ω*(M, TM) 使得
{\displaystyle i_{L}+{\mathcal {L}}_{K}.\,}
这些导子的李括号如下给出。
- 形为 {\displaystyle {\mathcal {L}}_{K}} 的导子组成与所有 d 可交换的李超代数。其括号为：

{\displaystyle [{\mathcal {L}}_{K_{1}},{\mathcal {L}}_{K_{2}}]={\mathcal {L}}_{[K_{1},K_{2}]}}
这里右边的括号是弗勒利歇尔－奈恩黑斯括号。特别地弗勒利歇尔－奈恩黑斯括号在 {\displaystyle \Omega (M,\mathrm {T} M)} 上定义了一个分次李代数结构，扩充了向量场的李括号。
- 形为 {\displaystyle i_{L}} 的导子组成在函数 Ω0(M) 上消没的李超代数。其括号为

{\displaystyle [i_{L_{1}},i_{L_{2}}]=i_{[L_{1},L_{2}]^{\land }}}
这里右边的括号是奈恩黑斯-理查德森括号。
- 不同类型的导子之括号为

{\displaystyle [{\mathcal {L}}_{K},i_{L}]=i_{[K,L]}-(-1)^{kl}{\mathcal {L}}_{i_{L}K}}
其中 K 属于 Ωk(M, TM)，L 属于 Ωl+1(M, TM)。

## 应用
殆复结构 J 的奈恩黑斯张量，是 J 与自己的弗勒利歇尔－奈恩黑斯括号。一个殆复结构是复结构当且仅当奈恩黑斯张量是零。 
有了弗勒利歇尔－奈恩黑斯括号可以定义一个向量值 1-形式（这是一个投影）的曲率与余曲率。这是联络的曲率概念之推广。 
斯豪滕–奈恩黑斯括号与弗勒利歇尔－奈恩黑斯括号有一个一般的推广；细节请参见斯豪滕-奈恩黑斯括号一文。